# Pumenengo
Pumenengo é uma comuna italiana da região da Lombardia, província de Bérgamo, com cerca de 1.488 habitantes. Estende-se por uma área de 10 km², tendo uma densidade populacional de 149 hab/km². Faz fronteira com Calcio, Fontanella, Roccafranca (BS), Rudiano (BS), Torre Pallavicina.

## Demografia
| Variação demográfica do município entre 1861 e 2011                               |
|                                                                                   |
| Fonte: Istituto Nazionale di Statistica (ISTAT) - Elaboração gráfica da Wikipedia |